# Brillenbär
Der Brillenbär oder Andenbär (Tremarctos ornatus) ist eine Raubtierart aus der Familie der Bären (Ursidae). Er lebt als einziger Bär in Südamerika und nimmt auch systematisch eine Sonderstellung ein, da er der einzige überlebende Vertreter der Kurzschnauzenbären (Tremarctinae) ist. Ein ausgewachsenes männliches Tier erreicht eine Kopf-Rumpf-Länge bis 190 Zentimeter und ein Gewicht von 130 bis 175 Kilogramm; Weibchen sind erheblich kleiner und erreichen etwa zwei Drittel der Körperlänge der Männchen und wiegen nur rund 60 bis 80 Kilogramm. Sein Trivialname rührt her von der auffälligen hellen Gesichtsfärbung, ansonsten ist sein Fell schwarz.
Brillenbären leben endemisch in den tropischen Anden und vorgelagerten Gebirgszügen in Kolumbien, dem westlichen Venezuela, Ecuador, Peru und Bolivien. Sie sind Allesfresser, ernähren sich jedoch vorwiegend von Pflanzenmaterial, vor allem von Trieben und Früchten von Bromeliengewächsen und Kakteengewächsen. Seltener erbeuten sie Nagetiere, Insekten, Schnecken und Vögel sowie größere Säugetiere wie Hirsche oder unbewachte Hausrinder. Die Bären leben als Einzelgänger und bilden nur zur Paarungszeit Paare. Die Weibchen bringen ihre Jungtiere allein zur Welt und betreuen sie bis zu zwei Jahre.
Der Brillenbär wird von der International Union for Conservation of Nature and Natural Resources (IUCN) als gefährdet (vulnerable) eingestuft. Sein Bestand wird auf etwa 24.000 bis 25.000 geschätzt und geht aufgrund des fortschreitenden Lebensraumverlustes stark zurück. Auf der Basis von Hochrechnungen zur Ausweitung der menschlichen Aktivität im Lebensraum der Bären wurde das Aussterben der Art bereits vorhergesagt.

## Merkmale

### Allgemeine Merkmale
Der Brillenbär ist ein mittelgroßer Vertreter der Bären. Ein ausgewachsenes männliches Tier erreicht eine Kopf-Rumpf-Länge von 130 bis 190 Zentimeter, eine Schulterhöhe von 70 bis 90 Zentimeter und ein Gewicht von 130 bis 175 Kilogramm; in Ausnahmefällen sind bis 200 Kilogramm möglich. Weibchen sind erheblich kleiner und erreichen etwa 2/3 der Körperlänge der Männchen, sie wiegen nur rund 60 bis 80 Kilogramm. Der Schwanz ist bei beiden Geschlechtern mit weniger als 10 Zentimetern sehr kurz.

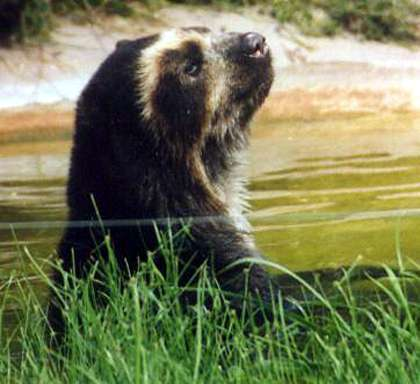
Kopf des Brillenbären

Das Fell des Brillenbären ist zum überwiegenden Teil schwarz oder dunkelbraun bis rotbraun gefärbt, es ist lang und rau. Gelblich- bis cremeweiße Binden ziehen sich von der Stirn zu den Wangen und von dort weiter zur Kehle. Außerdem zieht sich ein weißer Streifen vom Nacken und der Stirn über die Nasenwurzel. Dadurch sind die Augen von weißen Zeichnungen umrandet, die einer Brille ähneln und dem Bären seinen wissenschaftlichen Namen ornatus sowie seinen deutschen und englischen Trivialnamen verliehen haben; im englischen Sprachraum ist der Bär entsprechend als „Spectacled Bear“ bekannt. Diese Muster sind bei jedem Tier unterschiedlich; bei einzelnen Individuen können sie auch gänzlich fehlen, andere besitzen eine fast vollständig weiße Schnauze. Im Vergleich zu anderen Bärenarten haben Brillenbären eine verhältnismäßig kurze Schnauze. Während einer Forschungsreise von 2015 bis 2017 wurde in Nordperu ein Bär mit goldenem Fell entdeckt. Die Ursache der Fellfärbung ist unbekannt.
In ihrem Körperbau zeigen Brillenbären die typischen Bärenmerkmale: Der Rumpf ist stämmig und kräftig, der Schwanz ist nur ein kurzer Stummel. Die Füße enden jeweils in fünf mit Krallen versehen Zehen, wie die übrigen Vertreter seiner Familie ist der Brillenbär ein Sohlengänger. Die Krallen des Brillenbären sind kurz. Die Füße zwischen den Zehen- und Fußballen sind behaart und zwischen den Fingern und Handballen unbehaart. Die Vorderbeine sind als Anpassung an die teilweise arboreale Lebensweise, also das Erklettern und Leben auf Bäumen, verlängert.

### Merkmale des Schädels und des Skeletts

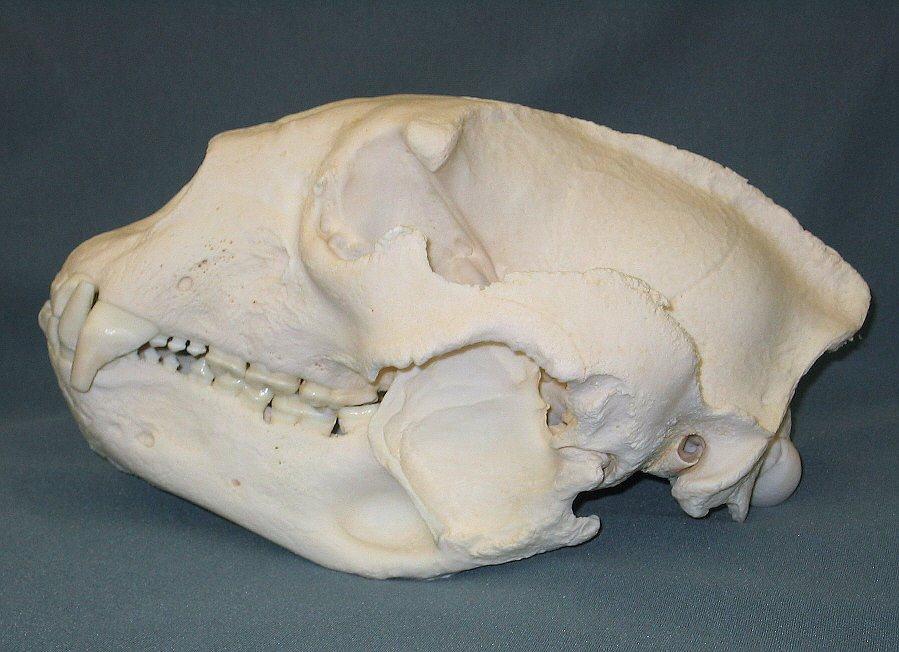
Schädel eines männlichen Brillenbären (Abguss)

Der massive Schädel ist charakteristisch für die fossilen und rezenten Arten der Unterfamilie Tremarctinae. Er ist kompakt und rundlich gebaut und mit einer Durchschnittslänge von 20,15 Zentimetern der kürzeste aller rezenten Bärenarten. Der Schädel der Männchen ist mit 23,1 bis 26,3 Zentimeter Länge größer als der der Weibchen mit 19,7 bis 21,0 Zentimeter Länge; außerdem besitzt er einen gut ausgebildeten Kamm entlang der Lambdanaht (Sutura lambdoidea), der den Weibchen fehlt. Die Schnauze ist im Vergleich zu anderen Bären sehr kurz. Der Unterkiefer besitzt eine deutliche Grube vor dem Ansatz des Musculus masseter, die in dieser Form nur bei den Tremarctinae zu finden ist. Der Musculus zygomaticomandibularis ist sehr lang ausgebildet, und auch weitere Merkmale der Kaumuskulatur und der entsprechenden Schädelansätze unterscheiden sich von denen anderer Bärenarten, was vor allem als Anpassung an die pflanzlich dominierte und stark faserige Nahrung angesehen wird. Die Bulla tympanica ist flacher als bei anderen Bären, an der Oberfläche unregelmäßig ausgebildet und mit einer relativ kleinen Paukenhöhle ausgestattet.
| 3 | · | 1 | · | 4 | · | 2 | = 42 |
| 3 | · | 1 | · | 4 | · | 3 | = 42 |

Das Gebiss entspricht dem typischen Bärengebiss mit drei Schneidezähnen (Incisivi), einem Eckzahn (Caninus), vier Vormahlzähnen (Praemolares) und zwei Mahlzähnen (Molares) im Oberkiefer sowie der gleichen Anzahl Zähne und einem zusätzlichen Backenzahn im Unterkiefer. Der Kiefer ist vergleichsweise steif, und die molaren Bereiche sind vergrößert. Im Unterschied zum typischen Bärengebiss sind die dritten Vorbackenzähne vergrößert und besitzen stumpfe Kronen sowie drei Zahnhöhlen und drei Wurzeln. Auf diese Weise wird die Kaufläche vergrößert, wodurch größere Mengen pflanzlicher Nahrung zerkaut werden können. Die verhältnismäßig kleinen Eckzähne sind klingenförmig und entsprechen denen des Amerikanischen Schwarzbären (Ursus americanus) und des asiatischen Malaienbären (Helarctos malayanus). Mit ihnen kann der Brillenbär auch Tiere reißen und fressen.
Ein wichtiges Skelettmerkmal stellt die Anzahl der Rippen dar: Anders als alle anderen rezenten Bären besitzt der Brillenbär 14 Rippenpaare statt der üblichen 13 Paare. Der Gelenkknorren des Oberarmknochens weist ein zusätzliches Fenster auf, das auch beim Großen Panda (Ailuropoda melanolueca) anzutreffen ist und wahrscheinlich mit der Verlängerung des Oberarms und der Vergrößerung des Gelenks zusammenhängt. Beide Arten besitzen zudem einen so genannten „falschen Daumen“ in Form eines Sesambeins an der Hand, der beim Großen Panda jedoch deutlich größer ausgebildet ist. Beim Brillenbären kann dieser nicht zum Greifen benutzt werden, er dient jedoch wahrscheinlich gemeinsam mit den Fingern zur Ausrichtung und Manipulation der pflanzlichen Nahrung.
Der Penisknochen entspricht in Form und Größe dem des amerikanischen Schwarzbären. Er ist ziemlich gerade, nach oben gebogen an der Basis und besitzt eine vergrößerte, dicke und stumpfe Spitze.

### Genetische Merkmale
Der Brillenbär besitzt ein Genom aus 2n = 52 Chromosomen mit 15 metazentrischen und 10 acrozentrischen Autosomenpaaren sowie den beiden Geschlechtschromosomen. Das X-Chromosom ist groß und metazentrisch, während das akrozentrische Y-Chromosom das kleinste aller Chromosomen ist.

## Verbreitung und Lebensraum

### Verbreitungsgebiet

Verbreitungsgebiet des Brillenbären

Brillenbären sind die einzigen rezenten Vertreter der Bären in Südamerika. Sie leben endemisch in den tropischen Anden und vorgelagerten Gebirgszügen in Kolumbien, dem westlichen Venezuela, Ecuador, Peru und Bolivien. Die Nordgrenze des Verbreitungsgebiets bilden die Sierra de Perijá, Macizo de El Tamá und die Cordillera de Mérida in Venezuela. Von dort aus reicht das Gebiet über Kolumbien, die östlichen und westlichen Züge der Anden in Ecuador, die Andenregionen sowie die Wüstengebiete der Küste von Peru bis in den östlichen Ausläufer der Anden in Bolivien. Das Gebiet erstreckt sich über eine Länge von mehr als 4.600 Kilometer, ist jedoch nur 200 bis 650 Kilometer breit. Historisch erstreckte sich die Verbreitung über weitere Gebiete der Anden.
Einzelne Sichtungen soll es auch in der Region El Darien in Panama und dem nördlichen Argentinien gegeben haben, was jedoch wissenschaftlich nicht bestätigt werden konnte und angezweifelt wird.
Die Höhenverbreitung der Art reicht von 200 bis 4750 Metern Höhe, wobei die tiefsten Verbreitungsgebiete im westlichen Peru liegen. In allen Ländern stammen die häufigsten Sichtungen aus Höhen über 1000 Meter. Bevorzugter Lebensraum der Brillenbären sind feuchte Wälder in 1900 bis 2350 Metern Höhe; sie finden sich aber auch in anderen Habitaten, darunter wüstenartige Küstenstriche oder hochgelegene Grasländer und Buschland.

### Lebensraum
Innerhalb ihres Verbreitungsgebietes nutzen Brillenbären zahlreiche, sehr verschiedene Lebensräume. Sie leben sowohl im vegetationsarmen Flachland als auch in submontanen und montanen Waldgebieten mit saisonalem und immergrünem Baumbestand, in Sumpfgebieten, in den Grasgebieten der Puna im Hochgebirge sowie in küstennahen Wüstengebieten im westlichen Peru. Ihr Hauptlebensraum sind die feuchten Nebelwälder mit reicher Vegetation und einem reichhaltigen Nahrungsangebot. Bei einer Untersuchung der bevorzugten Habitate in Bolivien wurde festgestellt, dass die Bären fast alle verfügbaren Lebensräume mit Ausnahme der trockenen Gebirgswälder nutzen. Bevorzugt wurden die Nebelwälder und die Feuchtwälder im Hochland, seltener genutzt die Feuchtwälder in niedrigeren Lagen sowie die feuchten Graslandgebiete der Hochanden.
Das Nahrungsangebot ist der Schlüsselfaktor für die Wahl des Lebensraums. So halten sich die Brillenbären in bestimmten Lebensräumen nur auf, wenn geeignete Nahrung wie zum Beispiel spezielle Früchte verfügbar ist. Entsprechend werden Lebensräume mit reichen Nahrungsangeboten während des gesamten Jahres genutzt. Die Fruchtzyklen in Gebieten mit begrenztem Angebot zwingen die Bären zu Wanderungen, um verschiedene Nahrungsquellen zu erschließen. Weitere Faktoren für die Wahl des Lebensraums sind menschliche Besiedlungen, die Verfügbarkeit von Verstecken und Zugang zu Wasser. Neben den Wildnisressourcen nutzen Brillenbären auch landwirtschaftliche Flächen zur Nahrungssuche und ernähren sich von Feldfrüchten und seltener von Nutztieren.

## Lebensweise

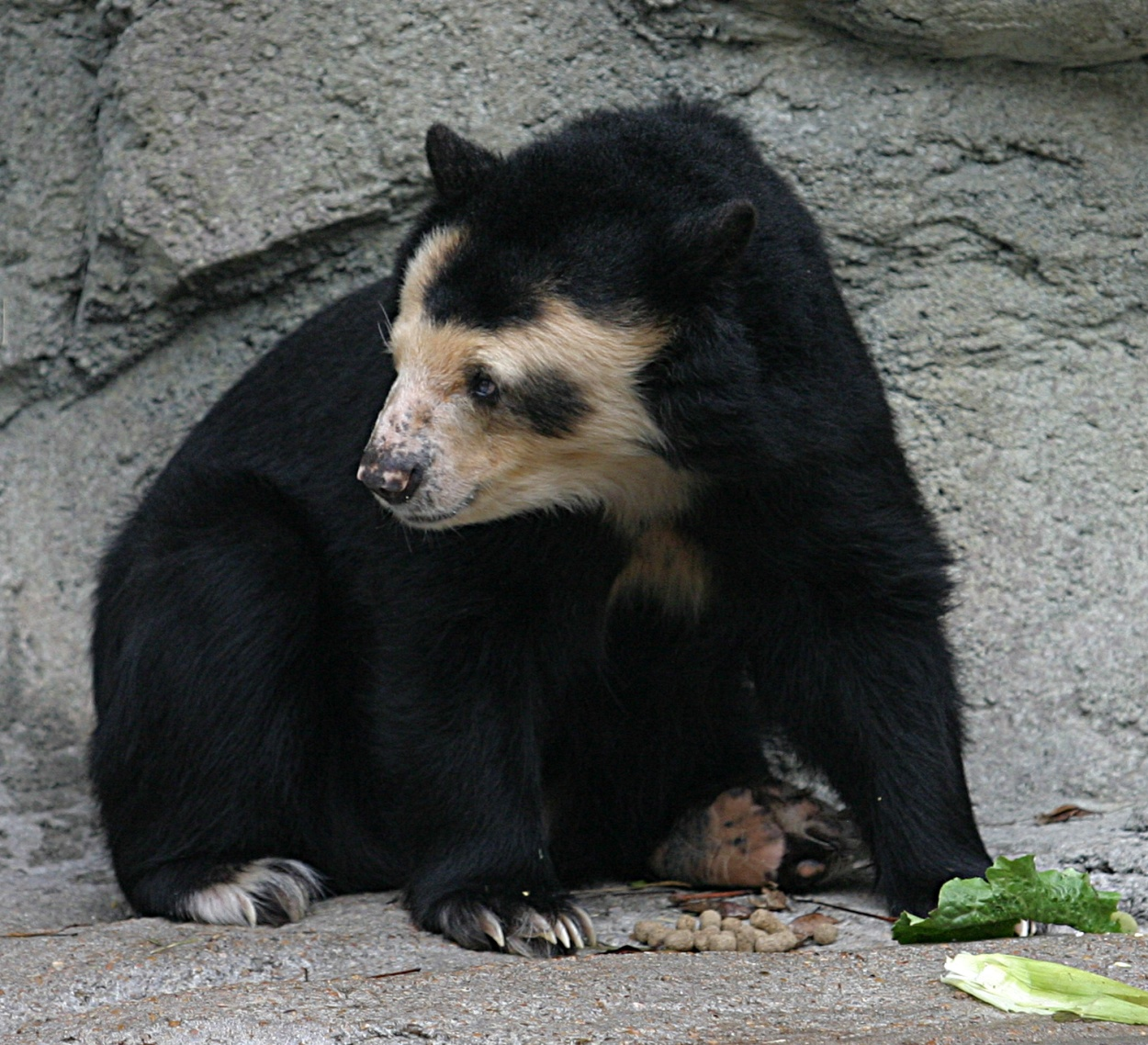
Brillenbär im Zoo Houston, Texas, mit fast vollständig weißem Gesicht

Informationen zur Lebensweise von Brillenbären in freier Wildbahn sind vergleichsweise selten. Beobachtungen stammen häufig von Tieren in Gefangenschaft, weitere Informationen aus Erzählungen von Einheimischen im Verbreitungsgebiet der Tiere. Die Bären sind in der Regel tagaktiv mit maximaler Aktivität am Morgen und am frühen Abend. Die Aktivitätszeiten sind dabei sehr stark von der Jahreszeit und der Region abhängig. Etwa 70 % der Aktivitätszeit verbringen die Bären mit Fressen. Sie leben vor allem am Boden, sind jedoch auch geschickte Kletterer und halten sich bei der Nahrungssuche oft auf Bäumen auf. Dort errichten sie mitunter aus abgebrochenen oder gebogenen Ästen Plattformen, um Früchte außerhalb ihrer Reichweite zu erreichen oder um zu fressen. Im Gegensatz zu anderen Bären halten sie keine Winterruhe.
Brillenbären leben außerhalb der Paarungszeit einzelgängerisch und bilden zur Paarungszeit Paare, zeigen aber kein ausgeprägtes Territorialverhalten. In Gebieten mit hohem Nahrungsaufkommen wie etwa zur Fruchtzeit bestimmter Pflanzen oder in landwirtschaftlichen Flächen wurden mehrere Individuen an denselben Nahrungspflanzen beobachtet. Sie sind nicht aggressiv, wenn sie nicht bedroht werden oder Jungtiere haben. Die Aktionsgebiete der einzelnen Tiere sind wahrscheinlich relativ klein und überlappen sich stark. Im Durchschnitt bewegt sich ein Brillenbär am Tag in einem Gebiet von etwa 600 Metern, maximale Tagesentfernungen liegen bei mehr als sechs Kilometern. Sie nutzen dabei bekannte Pfade und bilden Pfade in ihren Territorien, die sie teilweise durch Duftmarken und Kratzspuren markieren.
Die Kommunikation beschränkt sich auf seltene Laute, die vor allem zwischen Mutter- und Jungtieren eingesetzt werden. Der häufigste Laut ist ein langgezogener und lauter rrr-Ton. Als Hauptsinn gilt der Geruchssinn, während dem Hören und dem Sehen eine untergeordnete Rolle zukommt. Zur Erweiterung des Gesichts- und Geruchsfeldes können sich Brillenbären wie andere Bären auf die Hinterbeine stellen.
Außer den Menschen haben ausgewachsene Brillenbären keine Feinde, potenzielle Fressfeinde der Jungtiere sind Pumas (Puma concolor) und Jaguare (Panthera onca) sowie ausgewachsene männliche Brillenbären.

### Ernährung

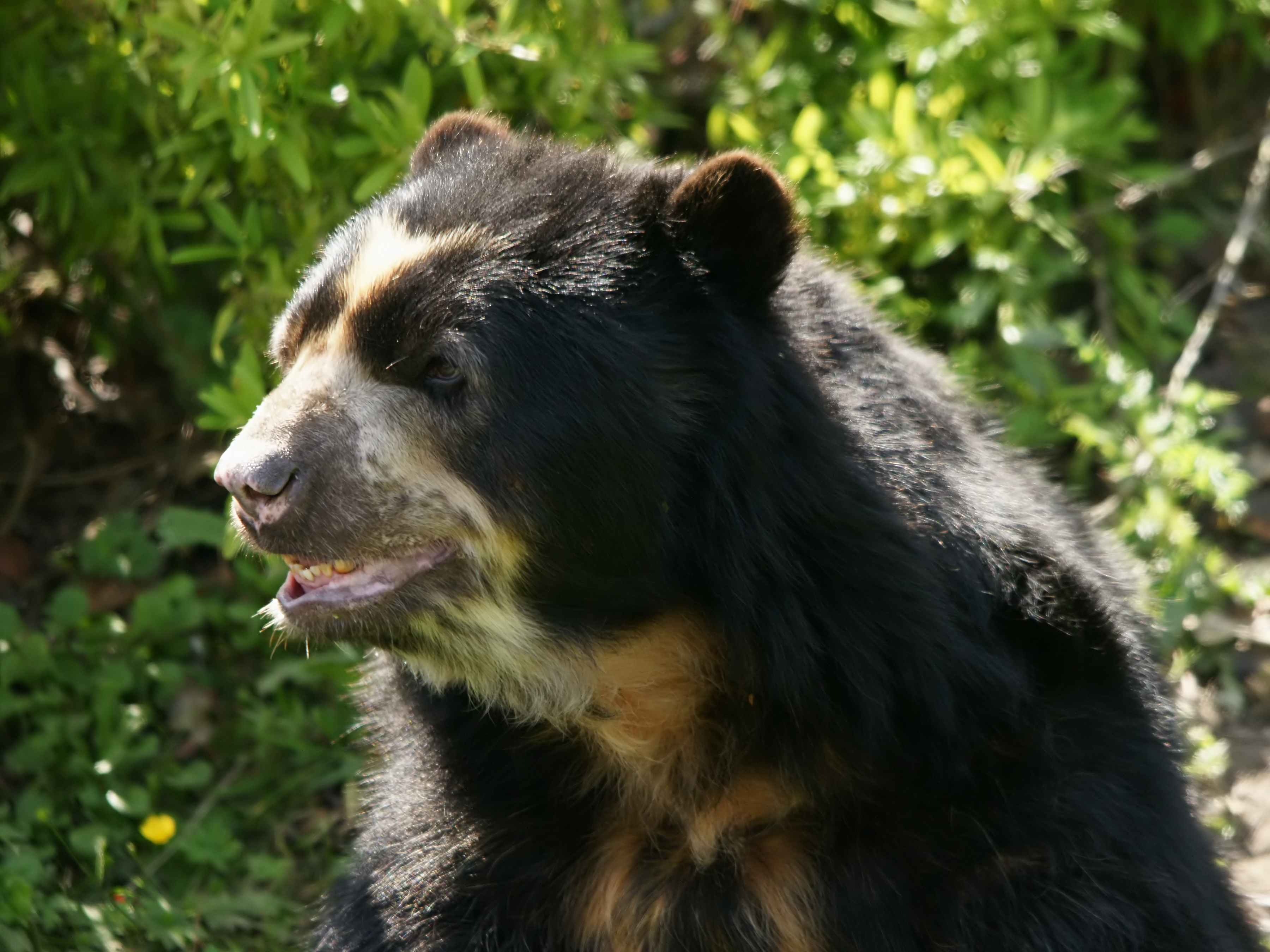
Porträt eines Brillenbären

Brillenbären sind Allesfresser, den Hauptbestandteil ihrer Nahrung bilden jedoch Pflanzen. So verzehren sie Triebe und Früchte vorwiegend von Bromeliengewächsen und Kakteengewächsen sowie Zweige und anderes Pflanzenmaterial. Den wasserspeichernden Organen der Bromelien und Kakteen kommt hierbei im größten Teil des Verbreitungsgebiets eine besondere Rolle zu; abhängig von der Jahreszeit und der Region machen diese zwischen 15 und 90 % der Nahrung der Bären aus. Vor allem im Grasland der Höhenlagen stellen die ganzjährig verfügbaren Puya-Arten eine zentrale Nahrungsquelle dar. Bei diesen Pflanzen entfernen die Bären die äußeren, harten und dornigen Schichten, um an das weiche Gewebe im Zentrum der Pflanze zu kommen. Dabei sind sie sehr wählerisch und nutzen mitunter nur eine von zehn Pflanzen; der Grund könnte in der Zusammensetzung des Pflanzenmaterials liegen. In den Wäldern ernähren sie sich dagegen vornehmlich von Tillandsia-Arten, die epiphytisch in den Bäumen wachsen. Sie fressen dabei die basalen Meristemgewebe und werfen den Rest der Pflanze hinunter.
Neben den Sukkulenten stellen Früchte die zweite wichtige Nahrungsquelle dar. Sie fressen dabei sowohl Früchte der Bäume wie auch der bodennahen Sträucher, vor allem von Maulbeergewächsen (Moraceae), Heidekrautgewächsen (Ericaceae), Lorbeergewächsen (Lauraceae) und Wolfsmilchgewächsen (Euphorbiaceae). Die Verfügbarkeit der Früchte ist dabei sehr stark abhängig von der Niederschlagsmenge. Als weiteres Pflanzenmaterial konsumieren die Bären Palmtriebe, Bambussprossen, Blütenstände von Orchideen sowie in trockeneren Gebieten Kakteenfrüchte und die weiche Rinde des Bombax discolor. Auch Feldfrüchte, vor allem Mais, werden von den Bären gefressen, wobei sie große Teile eines Maisfeldes verwüsten können.
Den geringsten Teil der Nahrung macht tierisches Material aus, das vorwiegend Nagetiere, Insekten, Schnecken und Vögel sowie größere Säugetiere wie Hirsche oder unbewachte Hausrinder umfasst. Nur selten konnte der Bergtapir als Beutetier nachgewiesen werden, der allerdings aufgrund seines Fluchtverhaltens für Brillenbären schwer zu erlegen ist.  Dabei wird davon ausgegangen, dass die Bären ihre Beute teilweise töten und teilweise als Aas vorfinden; durch Anlockversuche konnte eine große Attraktivität von Fleischstücken nachgewiesen werden. An einem größeren Kadaver halten sich die Tiere mitunter mehrere Tage auf.

### Fortpflanzung und Entwicklung
Angaben über die Fortpflanzung des Brillenbären beruhen vor allem auf Beobachtungen der Tiere in Gefangenschaft, Beobachtungen in freier Wildbahn sind selten oder nicht vorhanden.
Die weiblichen Bären sind polyöstrisch, sind also mehrfach im Jahr paarungs- und befruchtungsfähig. Paarungen finden auch in der Wildnis während des gesamten Jahres statt, am häufigsten vom März bis Oktober. Zur Paarung finden sich die sonst einzelgängerischen Tiere kurzlebig zu Paaren zusammen. Während der durchschnittlich einen Woche, in der Männchen und Weibchen zusammenleben, kommt es immer wieder zu Begattungen mit einer Dauer von jeweils 12 bis 45 Minuten. Nach der Paarungszeit trennen sich die Tiere wieder. Zur Paarung gehören nicht-aggressive Kämpfe und „Spiele“ der Partner, der Koitus wird von hohen Grunzlauten beider Partner begleitet.
Bei den Weibchen kommt es aufgrund einer Keimruhe und einer verzögerten Einnistung der Eizelle im Uterus zu einer verlängerten Tragzeit, so dass der Zeitpunkt der Geburt saisonal angepasst werden kann. Die eigentliche Tragzeit ist wie bei allen Bären kurz, sehr variabel und aufgrund der Verzögerung der Einnistung nur schwer zu bestimmen. Sie kann insgesamt 160 bis 260 Tage nach der Paarung andauern, die effektive Tragzeit liegt dabei jedoch bei nur etwa 60 Tagen. Die Geburten können das ganze Jahr über stattfinden, in der Regel werfen die Weibchen abhängig von den klimatischen Verhältnissen etwa sechs Wochen vor der Fruchtreife. Dabei besteht ein Wurf aus einem bis vier Jungtieren, abhängig vom Gewicht der Bärin und der Verfügbarkeit von Nahrung. Die Jungtiere kommen in Bauen zur Welt und haben bei der Geburt ein Gewicht von 275 bis 380 Gramm und eine Länge von 25 bis 35 Zentimeter, wobei die Weibchen in der Regel etwa 30 Gramm leichter als die Männchen sind und auch langsamer wachsen. Sie kommen mit vollständigem Fell zur Welt, das in der Färbung dem der Alttiere entspricht. Die Augen sind geschlossen und werden nach 14 bis 40 Tagen geöffnet, die ersten Zähne brechen nach 25 bis 35 Tagen durch. Zu dieser Zeit beginnen die Jungtiere zudem zu laufen, feste Nahrung nehmen sie nach 80 bis 95 Tagen erstmals zu sich. Die Muttertiere bleiben für etwa drei bis vier Monate bei ihnen im Versteck und geben ihnen während des gesamten ersten Lebensjahres Milch. Sie betreuen sie bis zu 2 Jahre, bis die Jungtiere die Muttertiere verlassen.
Nach der Entwöhnung der Jungtiere dauert es etwa vier bis sechs Wochen, bis die Muttertiere erneut einen Eisprung haben und wieder paarungsbereit sind. Sterben die Jungtiere bei der Geburt oder kommen sie als Fehlgeburten zur Welt, kann der nächste Eisprung bereits nach zwei bis drei Wochen erfolgen.
Die Jungtiere erreichen die Geschlechtsreife nach drei bis sieben Jahren, wobei die Weibchen im Durchschnitt nach vier und die Männchen nach fünf Jahren paarungsbereit sind. Das Alter ist abhängig von der Nahrungsverfügbarkeit und dem Gewicht der Tiere. Bei den ersten Geburten sind die Weibchen in der Regel etwa fünf Jahre alt. Nach 15 bis 17 Jahren endet die sexuelle Aktivität der Weibchen, bei den Männchen dauert sie bis zum 28. bis 30. Lebensjahr an. Die maximale Lebensdauer der Weibchen liegt bei etwa 35 und die der Männchen bei 35 bis 40 Jahren.

## Evolution und Systematik
Die wissenschaftliche Erstbeschreibung des Brillenbären erfolgte 1825 durch den französischen Naturforscher Frédéric Cuvier in dem gemeinsam mit Étienne Geoffroy Saint-Hilaire verfassten siebenbändigen Werk Histoire naturelle des mammifères. Er ordnete die Art als Ursus ornatus der damals einzigen benannten Gattung der Bären zu, 1855 wurde die Art von Paul Gervais in die von ihm beschriebene eigene Gattung Tremarctos überführt.
Der Brillenbär ist die einzige Bärenart Südamerikas und wird der monotypischen Gattung Tremarctos zugeordnet. Fossil ist mit der nordamerikanischen Art Tremarctos floridanus ein weiterer Vertreter dieser Gattung bekannt. Die Gattung Tremarctos trat in Nordamerika im späten Miozän bis frühen Pliozän vor 4,3 bis 7,3 Millionen Jahren erstmals auf, wo sich die Gattungen der Tremarctinae auftrennten. Die Aufspaltung der beiden bekannten Tremarctos-Arten vollzog sich jedoch erst im späten Pleistozän bis frühen Holozän vor etwa 0,13 Millionen Jahren. Dadurch gilt der Brillenbär als evolutiv jüngste Art aller rezenten Bären. Zu den ältesten Fossilresten dieser Bärenart gehören Funde aus der Chaquil-Höhle im nordöstlichen Peru, die etwa 7000 Jahre alt sind.
Innerhalb der Bären wird die Gattung der Unterfamilie der Kurzschnauzenbären (Tremarctinae) zugerechnet, die zudem mehrere ausgestorbene Arten wie den bis zum Ende des Pleistozäns vor etwa 11.000 Jahren in Nordamerika heimischen Kurznasenbären (Arctodus simus) und die südamerikanische Gattung Arctotherium enthält. Die ursprünglichste Form stellt die im Übergang von Miozän zu Pliozän in Nordamerika verbreitete Gattung Plionarctos dar. Die Tremarctinae werden den Eigentlichen Bären (Ursinae) gegenübergestellt.
Man unterscheidet keine Unterarten des Brillenbären, obwohl zwischen verschiedenen Populationen relativ deutliche Unterschiede in der Fellfärbung bestehen. Auch deuten genetische Untersuchungen darauf hin, dass es zumindest im nördlichen Teil des Verbreitungsgebietes nur zu einem geringen genetischen Austausch zwischen den Teilpopulationen kommt und die genetische Variabilität höher ist. Diese Aufsplitterung in Subpopulationen geht offenbar zum Teil vor die Zeit der europäischen Eroberung zurück, ist also nicht ausschließlich ein Resultat der jüngeren Bestandseinbußen.

## Gefährdung und Schutz

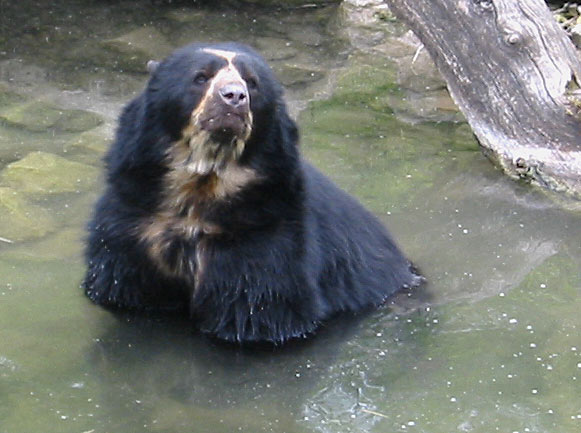
Brillenbär im Zürcher Zoo

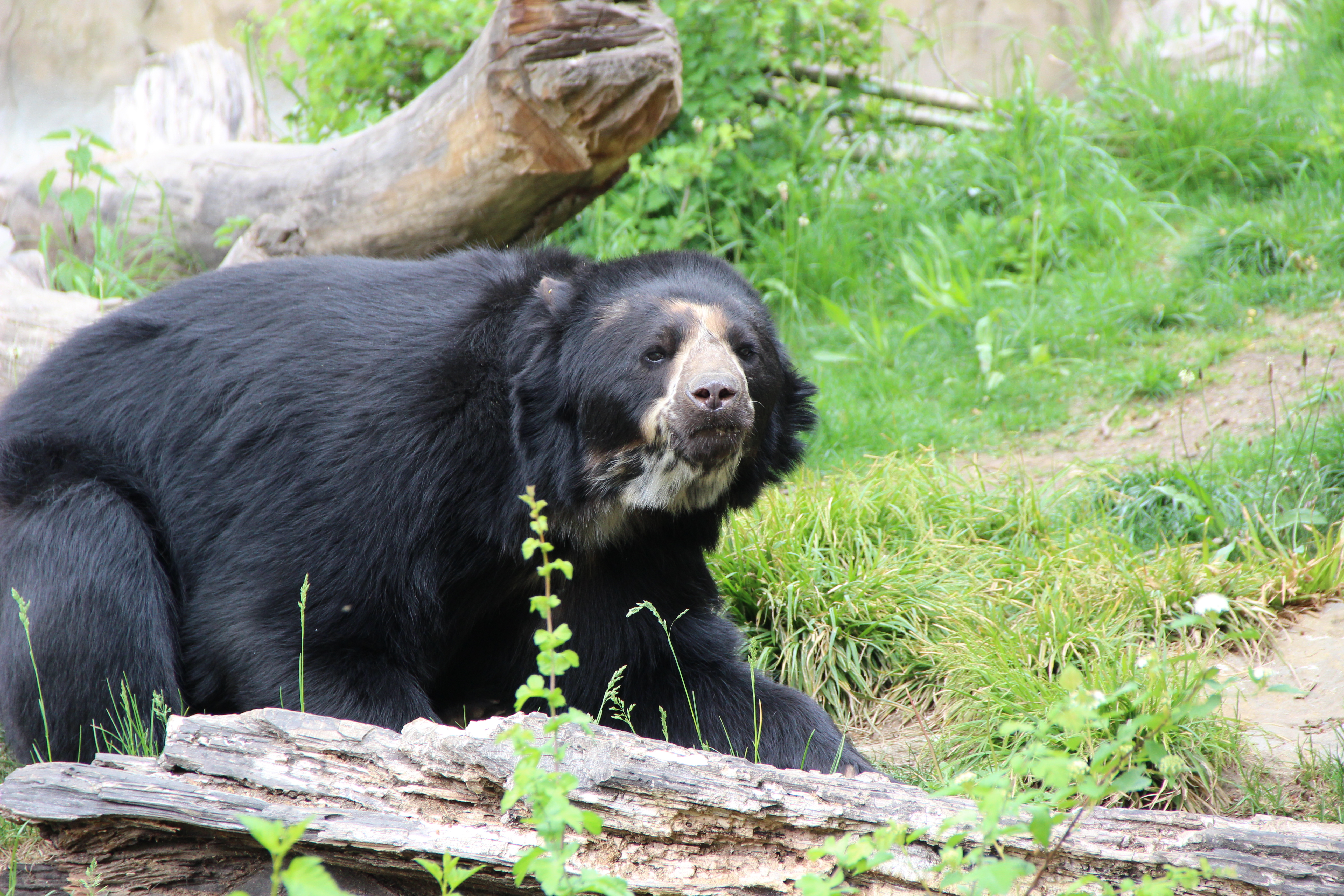
Brillenbär im Frankfurter Zoo

### Status und Gefährdung
Der Brillenbär wird von der International Union for Conservation of Nature and Natural Resources (IUCN) als gefährdet (vulnerable) eingestuft. Dabei wird angenommen, dass die Bestände des Brillenbären aufgrund des zunehmenden Lebensraumverlustes von zwei bis vier Prozent pro Jahr durch Rodungen und Umwandlung in landwirtschaftliche Nutzflächen kontinuierlich zurückgehen. Dieser Trend wird sich auch in der nahen Zukunft fortsetzen. Konkrete Zahlen für die Bestände des Brillenbären liegen nicht vor, Angaben basieren in der Regel auf Hochrechnungen und Schätzungen. Weltweit geht man von einem Bestand von etwa 24.000 bis 25.000 Tieren aus, wobei es die größten Bestände in Peru und Kolumbien mit je etwa 6000 Tieren gibt. In Ecuador belaufen sich die Schätzungen auf etwa 1500 bis 3600 Tiere und in Venezuela auf 1100 bis 1500 Tiere.
Der Lebensraumverlust geht vor allem von einer zunehmenden Umwandlung der Lebensräume in landwirtschaftlich genutzte Flächen sowie einem Zuwachs der menschlichen Besiedlung aus. Er besteht aus der direkten Umwandlung und Zerstörung der Lebensräume ebenso wie in einer Verinselung und Fragmentierung durch umgewandelte Flächen, Siedlungen und Infrastruktur, vor allem Straßen. Eine besonders große Ausdehnung wenig nachhaltiger landwirtschaftlicher Nutzungsarten wie Monokulturen, Brandrodung und extensiver Hochland-Viehwirtschaft mit großem Flächenbedarf beschleunigt den Rückgang der potenziellen Lebensräume der Brillenbären. Vor allem in Venezuela gingen hierdurch große Teile des Lebensraumes für die Bären verloren, von 1990 bis 2005 werden diese auf 0,5 % der Fläche geschätzt. Ein weiterer Rückgang ist auf die zunehmende Erschließung von Erzlagerstätten und Ölfördergebieten sowie den Ausbau der industriellen Infrastruktur in Form von Dämmen, Minen, Gas- und Stromleitungen zurückzuführen. Auch der Anbau von Drogenpflanzen, die Etablierung von Guerillakräften und die damit einhergehenden Probleme für die Stabilität der Verwaltung bringen für den aktiven Bärenschutz Probleme.
Die Tötung der Bären durch die Bevölkerung spielt eine wichtige Rolle für den Rückgang der Populationen. Ein Hauptgrund hierfür ist, dass sie den Ruf des „Viehkillers“ haben und bei der Nahrungssuche Maisfelder verwüsten. Schätzungen gehen davon aus, dass in den nördlichen Anden pro Jahr etwa 200 Bären getötet werden, vor allem von Landwirten. Der Bär wird zudem wegen seines Fleisches und des Fells gejagt, in Peru werden Teilen der Bären zudem medizinische Fähigkeiten zugeschrieben. Auch konnten Handelsverbote den internationalen Handel nach Asien nicht verhindern. Jungbären werden für den Haustiermarkt gefangen.
Auf der Basis von Hochrechnungen zur Ausbreitung der menschlichen Aktivität im Lebensraum der Bären wurde der weitere dramatische Rückgang der Art perspektivisch vorhergesagt, nach Schätzungen wird der Brillenbär 2030 die Kriterien für bedrohte Arten der IUCN erfüllen.

### Schutzmaßnahmen
Der Status des Brillenbären wird bereits seit 1973 beobachtet, seitdem ist die Art bei der IUCN als gefährdet gelistet. 1977 wurde sie in den Anhang I des Washingtoner Artenschutzabkommens (Convention on International Trade in Endangered Species of Wild Fauna and Flora) aufgenommen und steht entsprechend international unter Schutz. In allen Staaten, in denen der Bär vorkommt, besteht ein Jagdverbot, das jedoch nur schwer oder gar nicht durchsetzbar ist.
Durch die Schaffung von Schutzgebieten können Teile der Populationen geschützt werden, der größere Teil der Gesamtbestände bleibt jedoch der Bedrohung weiter ausgesetzt. Insgesamt wurden im Verbreitungsgebiet der Art 58 Schutzgebiete eingerichtet, jedoch kann auch innerhalb der Schutzgebiete die Lebensraumumwandlung aufgrund unzureichender Kontrollen weiter fortschreiten. Vor allem Forschungs- und Aufklärungsprojekte sollen das Wissen über die Art mehren, die Bevölkerung über die Tiere aufklären und den Schutz der Bären vorantreiben. Einzelne Wissenschaftler und Naturschützer wie Edgardo Mondolfi und Bernard Peyton sowie die 1980 gegründete Grupo de Especialistas del Oso Frontino sind hier aktiv und bündeln die Aktivitäten zum Schutz der Bären. Parallel wird der Bär von Naturschutzgruppen und zoologischen Gärten als nationales Symbol und „Flaggschiff“ des Artenschutzes in den Anden etabliert. In Ecuador wurden Zucht- und Auswilderungsprojekte unternommen.

## Belege
1. 1 2 3 4 5 6 7 8  „General Description.“ In: Shaenandhoa García-Rangel: Andean bear Tremarctos ornatus natural history and conservation. Mammal Review 42 (2), 2012; S. 85–87.
2. 1 2 3 4 5 6 7 8 9  D.L. Garshelis: Family Ursidae (Bears). (448-497). In: Wilson, D. E., Mittermeier, R. A. (Hrsg.). Handbook of the Mammals of the World. Volume 1: Carnivores. Lynx Edicions, 2009, ISBN 978-84-96553-49-1; S. 488
3. ↑   Universität Halle, Gefährdete Brillenbären in Peru: Forschende finden Paddington Bär, Pressemitteilung Nr. 115/2021 vom 23. August 2021, Online.
4. 1 2 3 4 5  „Form and Function.“ In: Shaenandhoa García-Rangel: Andean bear Tremarctos ornatus natural history and conservation. Mammal Review 42 (2), 2012; S. 85–87.
5. ↑  LeeAnn Bies: Tremarctos ornatus im Animal Diversity Net. Abgerufen am 30. April 2012.
6. 1 2  „Genetics.“ In: Shaenandhoa García-Rangel: Andean bear Tremarctos ornatus natural history and conservation. Mammal Review 42 (2), 2012; S. 91–92.
7. 1 2 3 4 5 6  Tremarctos ornatus in der Roten Liste gefährdeter Arten der IUCN 2011.2. Eingestellt von: I. Goldstein, X. Velez-Liendo, S. Paisley, D.L. Garshelis (IUCN SSC Bear Specialist Group), 2008. Abgerufen am 29. April 2012.
8. 1 2 3 4  „Distribution.“ In: Shaenandhoa García-Rangel: Andean bear Tremarctos ornatus natural history and conservation. Mammal Review 42 (2), 2012; S. 94.
9. 1 2 3 4  „Habitat Use.“ In: Shaenandhoa García-Rangel: Andean bear Tremarctos ornatus natural history and conservation. Mammal Review 42 (2), 2012; S. 94–96.
10. ↑  B. Ríos-Uzeda,H. Gómez, R. B. Wallace: Habitat preferences of the Andean bear (Tremarctos ornatus) in the Bolivian Andes. Journal of Zoology 268 (3), 2006; S. 271–278. doi:10.1111/j.1469-7998.2005.00013.x
11. 1 2 3  „Behaviour.“ In: Shaenandhoa García-Rangel: Andean bear Tremarctos ornatus natural history and conservation. Mammal Review 42 (2), 2012; S. 99–104.
12. ↑  Bernard Peyton: Spectacled Bear Conservation Action Plan. In: C. Servheen, S. Herrero, B. Peyton: Bears: Status Survey and Conservation Action Plan. IUCN/SSC Bear and Polar Bear Specialist Groups, IUCN, Gland, Schweiz, und Cambridge, UK, 1999; S. 157–198. (Volltext (Memento des Originals vom 7. Oktober 2012 im Internet Archive)  Info: Der Archivlink wurde automatisch eingesetzt und noch nicht geprüft. Bitte prüfe Original- und Archivlink gemäß Anleitung und entferne dann diesen Hinweis.; PDF; 12,3 MB)
13. ↑  Armando Castellano: Do Andean bears attack mountain tapirs? International Bear News 20, 2011, S. 41–42
14. ↑  Abelardo Rodriguez, Ruben Gomez, Angelica Moreno, Carlos Cuellar und Diego J. Lizcano: Record of a mountain tapir attacked by an Andean bear on a camera trap. Tapir Conservation 23 (32), 2014, S. 25–26
15. 1 2 3 4 5 6 7  „Reproduction.“ In: Shaenandhoa García-Rangel: Andean bear Tremarctos ornatus natural history and conservation. Mammal Review 42 (2), 2012; S. 92–94.
16. 1 2  Johannes Krause et al.: Mitochondrial genomes reveal an explosive radiation of extinct and extant bears near the Miocene-Pliocene boundary.BMC Evolutionary Biology 2008, doi:10.1186/1471-2148-8-220
17. 1 2  Don E. Wilson & DeeAnn M. Reeder (Hrsg.): Tremarctos ornatus in Mammal Species of the World. A Taxonomic and Geographic Reference (3rd ed).
18. ↑  Tremarctos in der Paleobiology Database.
19. ↑  „Evolution, Phylogeny and Taxonomy.“ In: Shaenandhoa García-Rangel: Andean bear Tremarctos ornatus natural history and conservation. Mammal Review 42 (2), 2012; S. 90–91.
20. ↑  Marcelo Stucchi, Rodolfo Salas-Gismondi, Patrice Baby, Jean-Loup Guyot und Bruce J. Shockey: A 6,000+ year-old specimen of a spectacled bear from an Andean cave in Peru. Ursus 20 (1), 2009, S. 63–68
21. ↑  Leopoldo H. Soibelzon und Blaine W. Schubert:  The Largest Known Bear, Arctotherium angustidens, from the Early Pleistocene Pampean Region of Argentina: With a Discussion of Size and Diet Trends in Bears. Journal of Paleontology, 85 (1), 2011, S. 69–75
22. 1 2 3 4 5 6 7  „Status and Conservation.“ In: Shaenandhoa García-Rangel: Andean bear Tremarctos ornatus natural history and conservation. Mammal Review 42 (2), 2012; S. 104–109.
23. ↑  Sánchez-Mercado, A.; Ferrer-Paris, J. R.; Yerena, E.; García-Rangel, S.; Rodríguez-Clark, K. M.: Factors affecting poaching risk to Vulnerable Andean bears Tremarctos ornatus in the Cordillera de Mérida, Venezuela: space, parks and people. In: Oryx. 42. Jahrgang, Nr. 3, 2008, S. 437–447, doi:10.1017/S0030605308006996.
24. ↑  Marcel Cardillo, Andy Purvis, Wes Sechrest, John L. Gittleman, Jon Bielby, Georgina Mace: Human Population Density and Extinction Risk in the World's Carnivores. PLoS Biology 2 (7), 2004: e197. doi:10.1371/journal.pbio.0020197; die Prognosen sind in der Abbildung Fig. 1 dargestellt.